# مونت ورنون، آرکانزاس
مونت ورنون (به انگلیسی: Mount Vernon) یک شهر در ایالات متحده آمریکا است که در شهرستان فاکنر، آرکانزاس واقع شده‌است. مونت ورنون ۲٫۶۲ کیلومتر مربع مساحت و ۱۴۵ نفر جمعیت دارد و ۱۳۲ متر بالاتر از سطح دریا واقع شده‌است.